# Проспект Незалежності (Мінськ)
Проспект Незалежності (біл. праспект Незалежнасці) — головна автомагістраль Мінська, яка перетинає його від центру на північний схід. Довжина проспекту — близько 15 км. Вздовж всієї ділянки проспекту проходить Московська лінія Мінського метрополітену: від станції  «Інститут культури» до станції  «Борисовський тракт».
Проспект прокладений на місці вулиці Радянської (колишньої Захарівської) і Борисового тракту. Після радянсько-німецької війни на вулиці Радянській залишилося тільки 10 вцілілих будівель, серед яких Будинок уряду, костел святих Симона та Олени, Будинок офіцерів, будівлі Інституту фізкультури (нині Білоруський державний університет фізичної культури), 1-ї клінічної лікарні, головного корпусу Білоруського політехнічного інституту (нині Білоруський національний технічний університет), Мінської гідрометеорологічної обсерваторії (нині Республіканський гідрометцентр), головного корпусу Національної академії наук, невелика кількість житлових будинків. Головна міська магістраль стала створюватися на новій широкій і випрямленій трасі.
До 1952 року проспект був спроєктований під назвою проспект Сталіна, який проходив по ширшій і випрямленій трасі. Пізніше він був перейменований в Ленінський проспект. У 1991 році, після розпаду Радянського Союзу, проспект був перейменований в проспект Франциска Скорини. 2005 року він був знов перейменований, цього разу — в проспект Незалежності.
Як головний композиційний діаметр проспект організаційно впливає на планування і забудову всього міста. На проспекті розташовані основні міські площі: Незалежності, Жовтнева, Перемоги, Якуба Коласа, Калініна, а також найважливіші адміністративні, культурно-освітні, навчальні, торгові і інші установи столиці Білорусі, житлові будинки.
В містобудівну композицію проспекту гармонійно вписуються виходячі від нього вулиці, площі, примикаючі до нього парки, сквери, бульвари і пам'ятники. Все це являє собою приклад єдиного стилістичного рішення, хоча в плануванні брали участь різні архітектори. Архітектурний облік проспекту характеризується в основнному поєднанням кількох стилів: класицизму, неокласицизму, еклетики з елементами модерну.
У 1968 році за об'ємно-просторове рішення, своєрідну архітектурно-художню зовнішність проспекту, архітектори Р. Баданов, М. Барщ, З. Ботковський, А. Воїнов, В. Король, З. Мусинський, М. Парусников, Р. Сисоєв, Н. Трахтенберг, Н. Шпигельман удостоєні Державної премії БРСР.
Архітектурний ансамбль проспекту Незалежності є історико-культурною цінністю і в числі 1000 найкращих творів світової архітектури він включений в 10-томну енциклопедію «Всесвітня архітектура 1900—2002 рр.». Нині розглядається питання про включення даного архітектурного комплексу в список пам'ятників культури ЮНЕСКО.

## Забудова
За характером планування і забудови проспект Незалежності ділиться на 3 частини:
- 1-ша (центральна) — від площі Незалежності до площі Перемоги;
- 2-га — від площі Перемоги до площі Калініна;
- 3-тя — від площі Калініна до в'їзду в місто з боку Московського шосе.

### 1-ша частина
Першу частину, довжина якої близько 3 км, відкривають дві будівлі: готель «Мінськ» — ліворуч і Головний поштамт — праворуч. В цій частині ширина проспекту — 48 м. Співвідношення будівель і ширини проспекту — 1:2, що дає враження простору, світла і деякої парадності, створює цілісний характер забудови. Тут всі будівлі взяті під один карниз. Проспект добре вписаний в природне середовище річки Свіслоч.
Будівництво на центральній ділянці проспекту Незалежності велося в дві черги:
- 1940—1950-ті роки — від площі Незалежності до Жовтневої площі;
- 1950—1960-ті роки — від Жовтневої площі до площі Перемоги.

Забудовою керували архітектори М. Парусников та М. Барщ.
При будівництві більшості житлових будинків, розташованих на цій частині проспекту, використана одна серія типових секцій № 7 (розробка московського інституту «Міськбудпроєкт», архітектор З. Кавиков), внаслідок чого досягнута художня єдність забудови.

### 2-га частина
На ділянці проспекту Незалежності від площі Перемоги до площі Калініна разом з довоєнними будинками (1937—1941 роки, архітектори А. Брегман, Р. Якушко) зведені нові житлові будівлі (1952—1958 роки, архітектори М. Барщ, Л. Аранауськас, А. Духан, З. Батковській, Н. Маклецова, Н. Шпігельман). Провідну роль на цій ділянці і в структурі міста грає площа Якуба Коласа.
Інший важливий вузол ділянки утворюють комплекси будівель 1-ї клінічної лікарні (1929—1931 роки, архітектор Р. Лавров, у 1970—1980-ті роки реконструйована), Білоруського національного технічного університету (головний корпус побудований 1932 року, архітектор Р. Лавров, у 1950—1980-ті роки комплекс реконструювався і добудовувався), Національної академії наук Білорусі (1932—1939 роки, архітектори Р. Лавров, І. Лангбард, у 1960—1970-ті роки побудовано декілька нових корпусів). Тут також розташовані кінотеатр «Жовтень» (1975 рік, архітектор В. Малишев), Білоруська державна академія мистецтв (1953 рік, архітектор Я. Шапіро), житлові будинки з крамницями «1000 дрібниць» (1962 рік, архітектори Р. Сисоєв, Д. Кудрявцев) і Будинок торгівлі «Першотравневий» (1964—1965 роки, архітектори З. Мусинський, Р. Сисоєв).
Завершує ділянку площа Калініна з пам'ятником М. І. Калініну (1978 рік, скульптори В. Полійчук, І. Глебов, архітектори Ю. Григор'єв, А. Невзоров).

### 3-тя частина
Ділянка проспекту Незалежності від площі Калініна до в'їзду в місто з боку Московського шосе відрізняється від попередніх односторонньою забудовою на значному протязі. По лівій стороні магістралі були побудовані будівлі Мінського годинникового заводу (1956—1961 роки, архітектори З. Ботковський, І. Бовт, Н. Шпігельман), Білоруського аграрного технічного університету (1956 рік, архітектор М. Бакланов), квартали житлових будинків. Навпроти розташовані парк імені Челюскінців, територія дитячої залізниці (відкрита 9 липня 1955 року, а будівля вокзалу побудована 1956 року, архітектор Р. Заборський) і зелений масив. Далі розмістилися кіностудія «Білорусьфільм» (1960 рік), житлові будинки (1950-ті роки XX  століття), корпуси Республіканського гідрометцентру (1934 рік, архітектор І. Володько).
На протилежній стороні проспекту знаходиться будівля Науково-дослідного інституту засобів автоматизації (1972 рік, архітектори З. Мусинський, Д. Кудрявцев). Напроти нього автовокзал «Московський» (1999 рік, архітектор Н. Наумов), далі корпуси Білоруського національного технічного університету (1979—1986 роки, архітектори І. Есьман, В. Аникін).
Важлива роль у формуванні архітектурно-художньої зовнішності проспекту належить житловому району «Схід». У 2006 році тут завершилося будівництво унікального комплексу Національної бібліотеки Білорусі (архітектори М. Виноградов, В. Крамаренко).
Далі проспектом розташовано Східне кладовище, де поховані державні і політичні діячі республіки, видатні представники науки, літератури і мистецтва.
За межами кільцевої дороги продовжується споруда великого житлового району Уруччя.